# Canal+ Sport 5

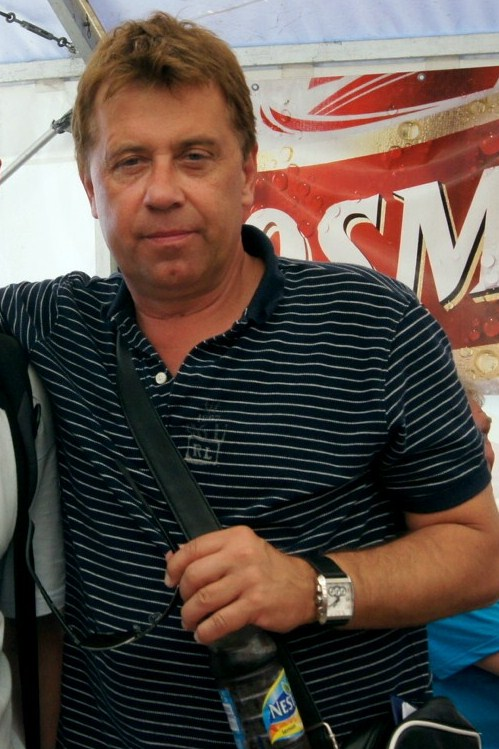
Artur Szulc – również dziennikarz sportowy nSport/nSport+ w latach 2006–2019

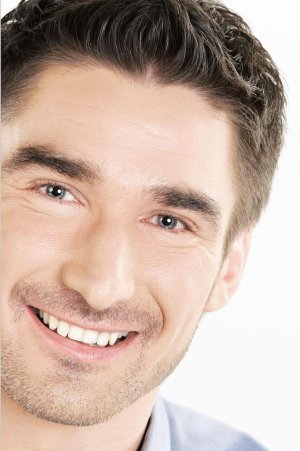
Sergiusz Ryczel – dziennikarz sportowy w latach 2019–2020

Canal+ Sport 5 (dawniej: nSport i nSport+) – polski kanał sportowy, należący do spółki mediowej Canal+ Polska S.A., której większościowym udziałowcem jest Canal+ Groupe wchodzący w skład platformy Canal+ i Telewizji na Kartę. W jego ofercie znajdują się m.in. transmisje piłkarskie (między innymi Ekstraliga żużlowa), serwisy informacyjne oraz kilka programów publicystycznych. Canal+ Sport 5 nadaje w standardzie High Definition na platformie Canal+. Za pośrednictwem Telewizji na kartę i wybranych sieci kablowych program nadawany jest również w jakości SDTV jako zeskalowana wersja kanału HD. Obecnie kanał nadaje 21 godzin od 6:00 do 3:00 (dawniej nadawał 17-18 godzin w godz. od 9:00 do 2:00 lub do 3:00, potem 19-20 godzin od 7:00 do 2:00 lub do 3:00).
1 września 2014 nSport zmienił nazwę na nSport+, oprawę graficzną i logo.
4 kwietnia 2022 o godzinie 2:20 kanał nSport+ zmienił nazwę na Canal+ Sport 5. Zawartość ramówki nie uległa zmianie.

## Historia
nSport rozpoczął nadawanie w dniu 12 października 2006 o godzinie 16:00. Pierwszym programem był serwis informacyjny, który poprowadził Piotr Karpiński. Początkowo znajdował się wyłącznie na platformie n, jednak od października 2008 pojawił się w ofercie Telewizji na kartę, a od 1 stycznia 2010 również w sieciach kablowych.
21 marca 2013, w związku z fuzją Cyfry+ z platformą n, stacja weszła w skład nc+ jako uzupełnienie oferty siostrzanych kanałów Canal+.
29 lipca 2014 Krajowa Rada Radiofonii i Telewizji wyraziła zgodę na zmianę nazwy kanału na nSport+. Nazwa ta ma nawiązać do nazewnictwa wszystkich innych kanałów tematycznych nc+ które posiadają znak "+", który symbolizuje markę Canal+. Kanał zmienił nazwę 1 września 2014, jednocześnie zostało zmienione logo i oprawa graficzna, które utrzymują się w czarno-zielonej tonacji. W nocy z 3 na 4 kwietnia 2022 roku nSport+ zmienił nazwę na Canal+ Sport 5.

## Oferta programowa

### Programy i magazyny

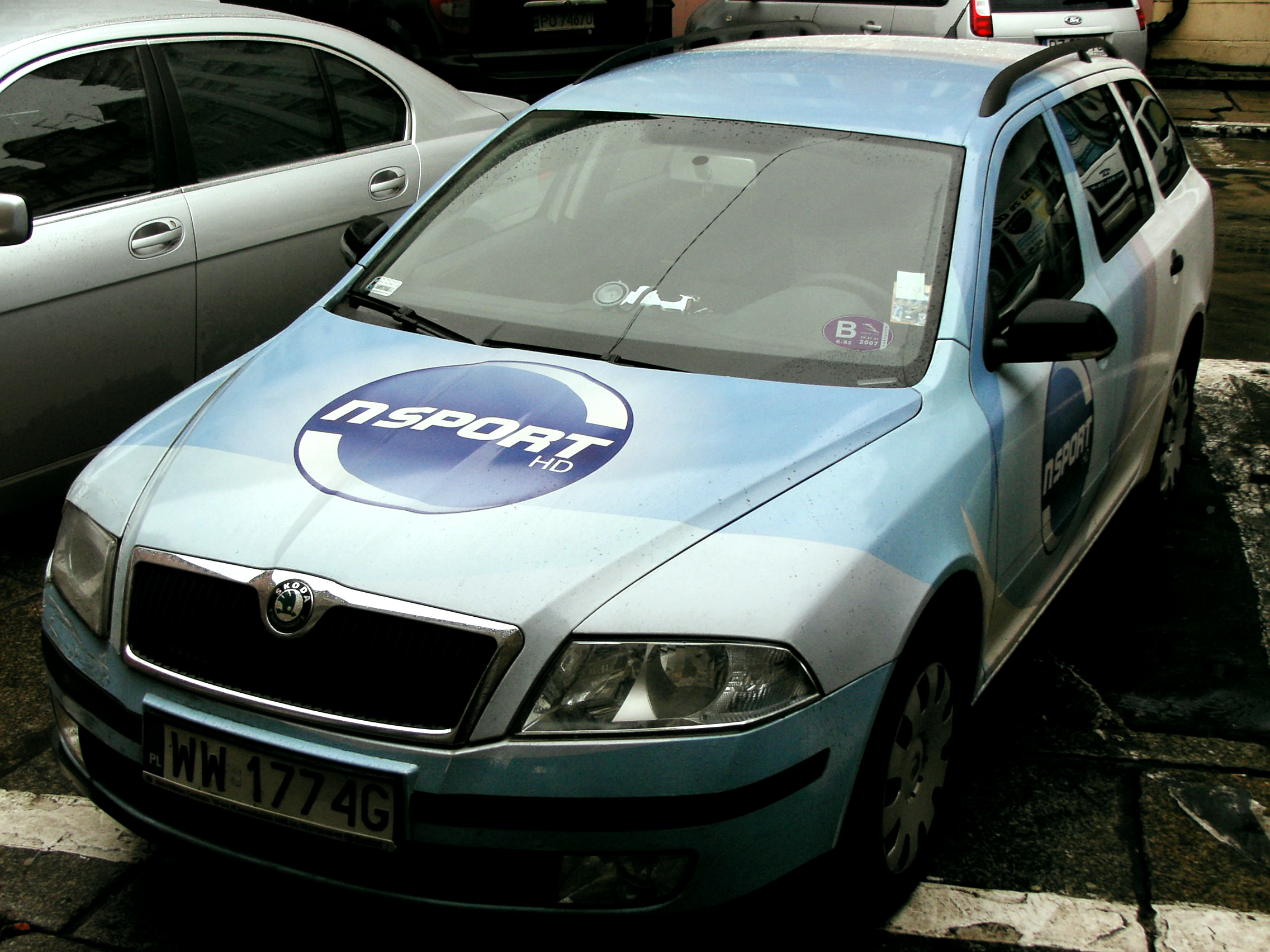
Wóz reporterski kanału nSport

- Magazyn Ligi Mistrzów – wywiady, skróty i statystyki z Ligi Mistrzów
- Magazyn PGE Ekstraligi – podsumowanie ostatnich meczów najlepszej ligi żużlowej świata, wywiady oraz specjalistyczne statystyki.
- Premier League World – podsumowanie ostatniej kolejce Premier League, a zarazem przedstawienie najbliższej serii spotkań.
- Liga+ – emitowany w sobotnie wieczory magazyn, w którym gospodarz programu, Rafał Dębiński, wraz z zaproszonym ekspertem przedstawia wydarzenia każdej kolejki spotkań piłkarskiej T-Mobile Ekstraklasy.
- Liga+ Extra – sztandarowy magazyn sportowy Canal+ Sport. Od sezonu 2013/2014 emitowany w dwóch częściach w poniedziałki. Suplement do sobotniego wydania programu Liga+ i zarazem pełne podsumowanie każdej ligowej kolejki.
- Sport+
- Ligue 1+ – magazyn sportowy poświęcony rozgrywkom francuskiej Ligue 1. Co tydzień prezentowane są skróty wszystkich meczów minionego weekendu oraz bramki.
- Magazyn La Ligi – program emitowany raz w tygodniu program w całości poświęcony rozgrywkom ligi hiszpańskiej. Widzowie oglądają obszerne skróty wszystkich meczów minionego weekendu oraz bramki. Program nie ma komentarza, jest prezentowany z naturalnym dźwiękiem pochodzącym ze stadionów.
- WNBA Action – magazyn koszykarski w całości poświęcony zawodowej lidze WNBA: najnowsze wiadomości, najpiękniejsze akcje, ciekawostki z parkietów damskiej konkurencji NBA.
- News+ – wieczorny serwis informacyjny nadawany codziennie o 23:00 (emisja od 16 listopada 2020[9] do 30 grudnia 2022[10][11][12]).

### Prawa transmisyjne
- Piłka nożna
  - Ekstraklasa
  - Ligue 1
- Piłka ręczna
  - PGNIG Superliga
- Siatkówka
  - Lega Pallavolo Serie A Femminile
- Żużel
  - PGE Ekstraliga

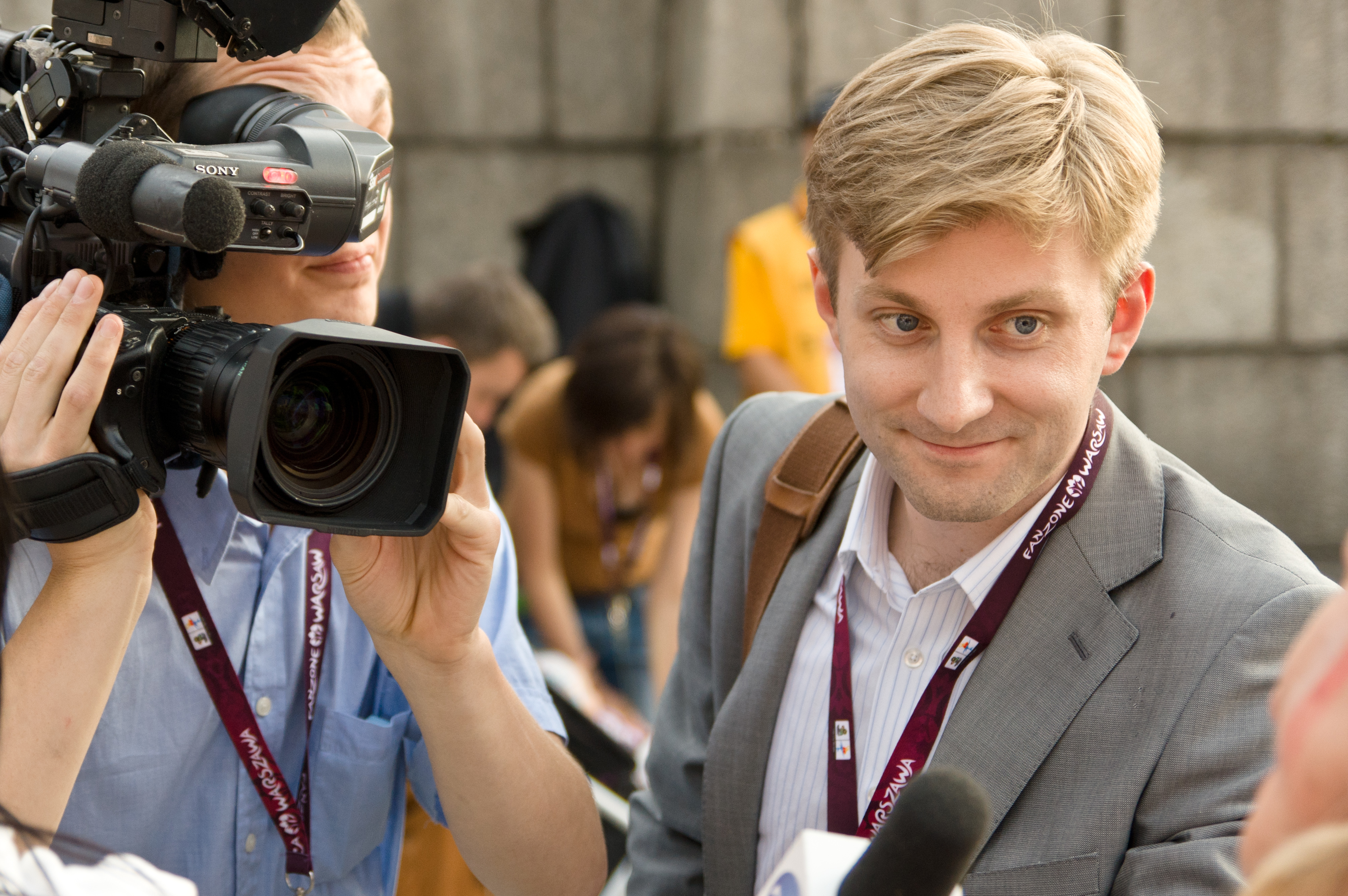
Krzysztof Bandych, dziennikarz kanału nSport, w warszawskiej Strefie Kibica tuż po zakończeniu meczu Polska-Grecja.

  - mecze towarzyskie reprezentacji Polski
  - I liga polska na żużlu
  - II liga polska na żużlu
- Tenis
  - Puchar Davisa
  - Fed Cup
- Tenis stołowy
  - Liga Mistrzów ETTU
- Jeździectwo
  - CAVALIADA Tour
- Futsal
  - Futsal Ekstraklasa

## Dawniej w emisji

### Programy i magazyny
- Publicystyka
  - nWieczór
  - Legia: Stawka Większa niż Mecz – program poświęcony klubowi piłkarskiemu Legia Warszawa
  - Mój sport, moje życie – prowadzący Krzysztof Wyrzykowski
  - nSport HD Extra
  - Poniedziałkowy program piłkarski

### Prawa transmisyjne
- Letnie Igrzyska Olimpijskie 2012
- Zimowe Igrzyska Olimpijskie 2014
- Piłka nożna
  - La Liga
  - Puchar Polski
  - Championship
  - FA Cup
- Żeglarstwo
  - Regaty o Puchar Ameryki
- Hokej
  - NHL
- Pływanie
  - Mistrzostwa Polski
- Sporty motorowe
  - International GT Open
  - Porsche Carrera Cup
  - BMW Sikora Cup
- Futbol amerykański
  - 7. Superfinał Polskiej Ligi Futbolu Amerykańskiego
- Boks
  - World Series of Boxing
  - Prizefighter series
- Lekkoatletyka
  - Halowe Mistrzostwa Świata
- Wioślarstwo
  - Mistrzostwa Świata
- Piłka Ręczna
  - Mistrzostwa świata kobiet
  - Liga Mistrzów piłkarzy ręcznych
  - Liga Mistrzyń piłkarek ręcznych

## Dziennikarze sportowi

### Obecnie
- Piotr Karpiński (od października 2006)

### Dawniej
- Jacek Kostrzewa (październik 2006-maj 2019)
- Artur Szulc (październik 2006–lipiec 2019)
- Sergiusz Ryczel (czerwiec 2019–lipiec 2020)

## Logo
| Data wprowadzenia    | Opis | Ilustracja |
| -------------------- | --- | ---------- |
| 12 października 2006 | Niebieskie kółko z logotypu telewizji N, dwa łuki i napis nSport.                                                                                             |            |
| 1 września 2014      | Szary prostokąt z białym napisem nSport+ i zielony trójkąt. Na ekranie jest w swoim kolorze, ale po animacji staje się przezroczyste.                         |            |
| 4 kwietnia 2022      | U góry logo CANAL+, na dole zielony prostokąt z białym napisem SPORT 5. Na ekranie jest na początku w swoim kolorze, a później przez cały czas transparentny. |            |